# Större regnbroms
Större regnbroms (Haematopota grandis) är en tvåvingeart som beskrevs av Johann Wilhelm Meigen 1820. Större regnbroms ingår i släktet Haematopota och familjen bromsar. Enligt den svenska rödlistan är arten nationellt utdöd i Sverige. . Artens livsmiljö är jordbrukslandskap, våtmarker. Inga underarter finns listade i Catalogue of Life.